# Moschea di Ravenna
La moschea di Ravenna è una moschea situata in zona Bassette a Ravenna, inaugurata il 4 ottobre 2013, è la seconda più grande d'Italia dopo la moschea di Roma.
La costruzione è costata 1,3 milioni di euro di cui 800.000 provenienti dalla Qatar Charity.
La moschea, gestita dal Centro di cultura e studi islamici della Romagna (CCSIR), guidato negli anni della costruzione della moschea dall'iracheno Basel Hamed accoglie ogni venerdì circa 300 fedeli.
Nel 2017 la responsabile provinciale di Forza Nuova a Ravenna è stata condannata a due mesi con pena sospesa per aver appeso uno striscione contenente discorso d'odio ai cancelli della moschea nel 2013